# Tomasz Nieborak
Tomasz Nieborak (ur. 2 sierpnia 1976) – polski prawnik, profesor nauk społecznych, specjalista w zakresie prawa finansowego, profesor Uniwersytetu im. Adama Mickiewicza w Poznaniu.

## Życiorys
Studia prawnicze ukończył na Wydziale Prawa i Administracji UAM. W 2003 uzyskał stopień doktorski na podstawie pracy pt. Instrumenty pochodne w działalności instytucji finansowych (studium prawnoporównawcze) (promotorem był Andrzej Gomułowicz). Habilitował się w 2009 na podstawie oceny dorobku naukowego i rozprawy Aspekty prawne funkcjonowania rynku finansowego Unii Europejskiej. 25 października 2019 roku decyzją Prezydenta RP otrzymał tytuł naukowy profesora. 
Pracuje na stanowisku profesora w Zakładzie Prawa Finansowego Wydziału Prawa i Administracji UAM. W kadencjach 2012−2016 i 2016−2020 prodziekan tego wydziału ds. nauki i współpracy z zagranicą. We wrześniu 2020 roku został wybrany dziekanem Wydziału Prawa i Administracji macierzystej uczelni, jego kontrkandydatem w wyborach na kadencję 2020−2024 był Wojciech Szafrański.
Był stypendystą m.in. Deutscher Akademischer Austauschdienst oraz odbył szereg staży badawczych na uczelniach niemieckich, m.in.: na Uniwersytecie w Mannheim, Uniwersytecie Christiana-Albrechta w Kilonii oraz Uniwersytecie Goethego we Frankfurcie nad Menem, a także w Trybunale Sprawiedliwości Unii Europejskiej.
Jest członkiem European Association of Law and Economics oraz Polskiego Stowarzyszenia Ekonomicznej Analizy Prawa. Prace badawcze T. Nieboraka dotyczą m.in. takich zagadnień jak: prawo finansowe, prawo bankowe, prawo rynku kapitałowego, finanse UE, pochodne instrumenty finansowe oraz ekonomiczna analiza prawa.

## Wybrane publikacje
- Pochodne instrumenty finansowe. Aspekty prawnopodatkowe , wyd. 2004, ISBN 83-7251-473-9
- Aspekty prawne funkcjonowania rynku finansowego Unii Europejskiej, wyd. 2008, ISBN 978-83-7251-964-1
- Ustawa o nadzorze nad rynkiem kapitałowym. Komentarz (współredaktor wraz z T. Sójką), wyd. 2011, ISBN 978-83-264-1287-5
- Prawo rynku kapitałowego (współredaktor wraz z T. Sójką), wyd. 2015, ISBN 978-83-264-8047-8
- Creation and enforcement of financial market law in the light of the economisation of law, Wydawnictwo Naukowe Uniwersytetu im. Adama Mickiewicza 2016, ISBN 978-83-232-3114-1
- ponadto rozdziały w pracach zbiorowych i artykuły publikowane w czasopismach prawniczych, m.in. w "Ruchu Prawniczym, Ekonomicznym i Socjologicznym", "Państwie i Prawie" oraz "Czasopiśmie Prawno-Historycznym"[1]